# 寧波正親
寧波親雲上正親（ねは ぺーちん せいしん、生年：崇禎7年〈1634年〉6月27日 - 没年：康熙8年〈1669年〉8月7日）は、琉球王国の士族・官人。唐名は郭世忠、童名は思加那。号は了傳。郭氏許田家三世。

## 生涯
父は津波那覇親雲上正聖、母は宮城親雲上實辰の娘・思乙。祖父は浦添筑登之正基。
順治2年（1645年）、親見世若筆者に任じられる。順治10年（1653年）には船奉行脇筆者、大筆者、筑登之座敷に叙された。順治12年（1655年）、明に派遣される接回慶賀官員の随行脇筆者として、那覇より出航するも、福州の混乱により入港できず帰国。翌年、馬氏国頭王子正則の薩摩派遣に際し、与力として同行した。
順治16年（1659年）には状書筆者（後の評定所筆者）に任じられ、順治18年（1661年）には黄冠を叙された。
康熙2年（1663年）、知念間切中里地頭職に任じられ、康熙5年（1666年）には読谷山間切中村柄地頭に転任。康熙6年（1667年）に名を「寧波」と改める。
同年、尚質王の薩摩派遣に際し、尚氏大里王子朝亮に随行し、与力として麑府（鹿児島）へ赴く。
康熙7年（1668年）、御右筆主取および評定所主取に就任し、知行高三十斛を賜った。康熙8年（1669年）8月7日に死去。享年36。

## 家譜
- 祖父：浦添筑登之正基
- 父：津波那覇親雲上正聖
- 母：虞氏𤘩宮城親雲上實辰の娘・思乙
- 妻：官里親雲上の娘（名不詳）
- 長女：賀路美（1649年生。李氏・喜瀬筑登之親雲上喜孝に嫁す。1732年死去、号は宗全。）
- 継室1：南風原間切津河山村出身の武樽金
- 長男：赤嶺親雲上正信・郭宗儀
- 継室2：高氏喜名親方信將の娘・眞龜（号：秋英）
- 次女：樽金（1663年生。雍氏・伊波筑登之親雲上興時に嫁す。1710年死去、号は本覺。）